# Bruno Franzini
Bruno Franzini (Cremona, 31 luglio 1938 – Cremona, 11 ottobre 2017) è stato un allenatore di calcio e calciatore italiano, di ruolo centrocampista.

## Caratteristiche tecniche
Giocava come mezzapunta, ed era un abile rigorista.

## Carriera

### Giocatore
Cresciuto nella Marini di Cremona, a 14 anni passa alla Cremonese, con cui debutta in prima squadra nel 1956. Dopo due stagioni passa al Genoa, con cui disputa la Coppa Italia 1958, e quindi alla Lazio, dove rimane tre anni.

Franzini (accosciato, secondo da sinistra) nella Lazio del 1959-1960

Nel 1961 è ingaggiato dal Bologna di Fulvio Bernardini. Dopo una prima stagione da titolare, nel 1962 subisce un grave infortunio a causa di un intervento di Bruno Mora, perdendo la possibilità di partecipare ai Mondiali in Cile; nelle due stagioni successive viene impiegato con sempre minore frequenza, e disputa 3 partite nel campionato 1963-1964, in cui i felsinei vincono lo scudetto.
Nel novembre 1964 passa alla Sampdoria, dove disputa da riserva la sua ultima stagione in A; prosegue la carriera in Serie B col Potenza e poi col Modena, dove approda a seguito di uno scambio con Ettore Venturelli. Nel 1970 torna alla Cremonese, nel frattempo retrocessa in Serie D, e contribuisce alla vittoria del campionato; Franzini viene inoltre nominato miglior giocatore della squadra dalla tifoseria. Chiude la carriera nelle serie minori, con Crema e Salsotabiano.
In carriera ha giocato 138 partite (7 reti) in Serie A con Lazio, Bologna e Sampdoria. Ha poi disputato 136 incontri (2 reti) in Serie B con Potenza e Modena.

### Allenatore
Nel 1974 diventa allenatore in seconda del Crema, a fianco di Giacomo Mari, subentrandogli dopo l'esonero. Ha poi guidato il Fiorenzuola, tra la fine della stagione 1975-1976 e l'inizio della successiva.

## Palmarès

### Calciatore

#### Competizioni nazionali
- Campionato italiano: 1

Bologna: 1963-1964
- Serie D: 1

Cremonese: 1970-1971
- Coppa Italia: 1

Lazio: 1958

#### Competizioni internazionali
- Coppa delle Alpi: 1

Lazio: 1961
- Coppa Mitropa: 1

Bologna: 1961